# Карвалью, Элеазар де
Элеазар де Карвалью (порт. Eleazar de Carvalho; 28 июля 1912, Игуату — 12 сентября 1996, Сан-Паулу) — бразильский композитор и дирижёр.
Учился музыке в Рио-де-Жанейро, одновременно играя на тубе в военно-морском духовом оркестре. В 1939 году дебютировал как композитор оперой «Открытие Бразилии» (порт. O Descobrimento do Brasil); на следующий год получил диплом дирижёра. В 1946 году отправился в США для повышения профессиональной квалификации, учился у Сергея Кусевицкого, в 1947 году стал одним из двух его ассистентов (с Леонардом Бернстайном). В 1951—1962 и затем в 1966—1968 годах возглавлял Бразильский симфонический оркестр; одновременно в 1963—1968 годах руководил Сент-Луисским симфоническим оркестром. В 1972 году возглавил Симфонический оркестр Сан-Паулу и был его главным дирижёром до самой смерти. В 1987—1994 годах Карвалью был профессором школы музыки Йельского университета.